# Master McGrath
Master McGrath (1866-1873) est un lévrier greyhound célèbre pour ses succès dans la chasse au lièvre. Propriété de Charles Brownlow, il remporte la Waterloo Cup en 1868, 1869 et 1871.